# Tilleur
Tilleur [tilœːʀ] (en wallon Tileu) est une section de la commune belge de Saint-Nicolas située en Région wallonne dans la province de Liège.
C'était une commune à part entière avant la fusion des communes de 1977. 
Code postal : 4420

## Étymologie
Le nom de Tilleur viendrait du mot "teguletum" au sens général de tuilière (lieu où existait une tuilière ou un dépôt de poteries). 

## Évolution démographique de la commune de Tilleur
- Sources : INS, Rem. : 1831 jusqu'en 1970 = recensements, 1976 = nombre d'habitants au 31 décembre.

## Liste des maires et bourgmestres de Tilleur (1796-1977)
- 1796-1797: Gaspard Hyard (agent municipal).
- 1798-1807: François Dubois.
- 1808-1814: Godefroid Delpaire.
- 1815-1826: Jean-Gaspard Doupagne.
- 1826-1854: Frédéric Braconier.
- 1854-1868: Lambert Elias.
- 1868-1896: Léon Braconnier.
- 1896-1921: Frédéric Coste.
- 1921-1966: François Van Belle.
- 1966-1969: Julien Deroulou.
- 1969-1976: Jean Onkelinx.

1er janvier 1977: fusion de la commune de Tilleur avec la commune de Saint-Nicolas.

## Patrimoine et culture

### Patrimoine architectural

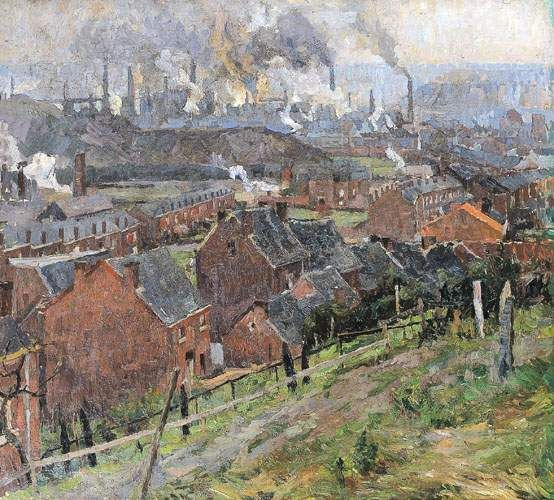
Région industrielle, Tilleur-Liège, Albert Baertsoen, 1905-1907, Collection privée.

- La Torette, édifice classé datant du début du XVIIe siècle situé rue Chiff d'Or, constitue un bel exemple du style mosan.

## Personnalités
- Maurice Destenay, bourgmestre de Liège et Ministre d'Etat, naquit à Tilleur en 1900.
- Le chanteur Frédéric François a grandi à Tilleur.
- Jules Dallemagne (1840-1922), homme politique né à Tilleur.
- Gustave Le Paige (1903-1980) archéologue, né à Tilleur.
- Michel Dighneef (1936-2017), footballeur et homme politique né à Tilleur.